# Los Talares
Los Talares é uma comuna da província de Córdoba, na Argentina.